# Lewolere
Lewolere is een bestuurslaag in het regentschap Flores Timur van de provincie Oost-Nusa Tenggara, Indonesië. Lewolere telt 2327 inwoners (volkstelling 2010).